# Catenicella teres
Catenicella teres är en mossdjursart som först beskrevs av William MacGillivray 1895.  Catenicella teres ingår i släktet Catenicella och familjen Catenicellidae. Inga underarter finns listade i Catalogue of Life.